# Epizaur
Epizaur (Aepisaurus elephantinus) – czworonożny, roślinożerny dinozaur z grupy zauropodów (Sauropoda) o bliżej niesprecyzowanej pozycji systematycznej; jego nazwa znaczy "jaszczur wysoki jak słoń"
Żył w okresie kredy (ok. 100 mln lat temu) na terenach współczesnej Europy. Długość ciała ok. 15-17 m, wysokość ok. 6 m, masa ok. 40 t. Jego szczątki znaleziono we Francji w departamencie Vaucluse, w pobliżu miejscowości Bédoin.